# Delvinë
Delvinë, Delvina – miasto w południowej Albanii, stolica okręgu Delvinë w obwodzie Wlora.

## Demografia
Liczba mieszkańców wynosiła około 4,2 tys. (2004). Siedem lat później (2011) zaludnienie wzrosło do 5754 osób. W 2023 liczba mieszkańców spadła do poziomu 4952 osób.

## Znane osoby
Wśród znanych osób związanych z Delviną znajdują się m.in.:
- Ayas Pasza (1483-1539) – wielki wezyr Imperium Osmańskiego
- Serafim II (ok.1690-1779) – urodzony w Delvinie, ekumeniczny patriarcha Konstantynopola
- Sulejman Delvina (1872-1932) – urodzony w Delvinie, albański polityk, działacz narodowy i dyplomata
- Koço Qëndro (ur. 1927) – albański aktor, absolwent szkoły średniej w Delvinie
- Sabri Godo (1929-2011) – urodzony w Delvinie, albański polityk, dziennikarz, pisarz i scenarzysta
- Limoz Dizdari (ur. 1942) – albański kompozytor muzyki klasycznej i filmowej[3]
- Hajrie Rondo (1951-2017) – urodzona w Delvinie, albańska aktorka
- Laert Vasili (ur. 1974) – grecki aktor teatralny i filmowy, który początek dzieciństwa spędził w Delvinie